# Discografia di Jess Glynne
La discografia di Jess Glynne comprende tre album in studio, diciotto singoli e diciassette video musicali per la Atlantic Records.

## Album in studio
| Anno | Album                                                                        | Posizioni in classifica | Posizioni in classifica | Posizioni in classifica | Posizioni in classifica | Posizioni in classifica | Posizioni in classifica | Posizioni in classifica | Posizioni in classifica | Posizioni in classifica | Posizioni in classifica | Certificazioni                       | Vendite                                                          |
| Anno | Album                                                                        | U.S.                    | UK                      | AUS                     | IRE                     | CA                      | NZ                      | ITA                     | SWI                     | GER                     | NLD                     | Certificazioni                       | Vendite                                                          |
| ---- | ---------------------------------------------------------------------------- | ----------------------- | ----------------------- | ----------------------- | ----------------------- | ----------------------- | ----------------------- | ----------------------- | ----------------------- | ----------------------- | ----------------------- | ------------------------------------ | ---------------------------------------------------------------- |
| 2015 | I Cry When I Laugh - Uscita: 21 agosto 2015 - Formati: CD, download digitale | 21                      | 1                       | 7                       | 3                       | 84                      | 36                      | 10                      | 12                      | 27                      | 6                       | - CAN: Oro - UK:4x Platino - US: Oro | - U.S.: 500 000 - UK: 1 200 000 - CAN: 40 000 - Mondo: 1 740 000 |
| 2018 | Always in Between - Uscita: 12 ottobre 2018 - Formati: CD, download digitale | —                       | 1                       | 18                      | 4                       | 51                      | 16                      | 31                      | 32                      | 33                      | 40                      | - CAN: Oro - UK: Platino             | - CAN: 40 000 - UK: 300 000                                      |
| 2024 | Jess - Uscita: 26 aprile 2024 - Formati: LP, CD, download digitale           | —                       | 6                       | —                       | —                       | —                       | —                       | —                       | —                       | —                       | —                       |                                      |                                                                  |

## Singoli
| Anno                                         | Singolo                        | Posizioni in classifica | Posizioni in classifica | Posizioni in classifica | Posizioni in classifica | Posizioni in classifica | Posizioni in classifica | Posizioni in classifica | Posizioni in classifica | Posizioni in classifica | Certificazioni e vendite                                                                          | Album              |
| Anno                                         | Singolo                        | U.S.                    | U.S. Dance              | UK                      | AUS                     | IRE                     | NZ                      | ITA                     | SWI                     | GER                     | Certificazioni e vendite                                                                          | Album              |
| -------------------------------------------- | ------------------------------ | ----------------------- | ----------------------- | ----------------------- | ----------------------- | ----------------------- | ----------------------- | ----------------------- | ----------------------- | ----------------------- | ------------------------------------------------------------------------------------------------- | ------------------ |
| 2014                                         | Right Here                     | —                       | —                       | 16                      | 67                      | 57                      | —                       | —                       | 23                      | 25                      | - UK: Oro                                                                                         | I Cry When I Laugh |
| 2014                                         | Real Love (Feat. Clean Bandit) | —                       | 18                      | 2                       | 13                      | 7                       | 35                      | 53                      | 37                      | 2                       | - UK: Platino - AUS: Platino - ITA: Oro                                                           | I Cry When I Laugh |
| 2015                                         | Hold My Hand                   | 86                      | 6                       | 1                       | 16                      | 7                       | —                       | 13                      | 20                      | 19                      | - US: Platino - UK: 2x Platino - AUS: Platino - CAN: Platino - ITA: 2x Platino - Mondo: 2 470 000 | I Cry When I Laugh |
| 2015                                         | Don't Be So Hard on Yourself   | —                       | 21                      | 1                       | 10                      | 13                      | —                       | 47                      | —                       | 46                      | - UK: 2x Platino - AUS: Platino - ITA: Platino                                                    | I Cry When I Laugh |
| 2015                                         | Take Me Home                   | —                       | —                       | 6                       | 98                      | 5                       | 100                     | 10                      | 52                      | 66                      | - UK: Platino - ITA: 3x Platino                                                                   | I Cry When I Laugh |
| 2016                                         | Ain't Got Far to Go            | —                       | —                       | 45                      | —                       | —                       | —                       | —                       | —                       | —                       | - UK: Argento                                                                                     | I Cry When I Laugh |
| 2018                                         | I'll Be There                  | —                       | —                       | 1                       | 23                      | 8                       | 28                      | —                       | 66                      | 92                      | - UK: 2x Platino - AUS: 2x Platino - CAN: Oro - ITA: Oro - Mondo: 1 450 000                       | Always in Between  |
| 2018                                         | All I Am                       | —                       | —                       | 7                       | 92                      | 10                      | 1                       | 78                      | —                       | —                       | - UK: Platino - AUS: Oro - ITA: Oro                                                               | Always in Between  |
| 2018                                         | Thursday                       | —                       | —                       | 3                       | —                       | 9                       | 22                      | —                       | —                       | —                       | - UK: Platino                                                                                     | Always in Between  |
| 2019                                         | No One                         |                         |                         |                         |                         |                         |                         |                         |                         |                         |                                                                                                   | Always in Between  |
| 2019                                         | One Touch (con Jax Jones)      | —                       | 15                      | 19                      | —                       | 28                      | 18                      | —                       | 88                      | —                       | - UK: Oro                                                                                         | Always in Between  |
| 2023                                         | Silly Me                       | —                       | —                       | —                       | —                       | —                       | —                       | —                       | —                       | —                       |                                                                                                   | Jess               |
| 2023                                         | What Do You Do?                | —                       | —                       | —                       | —                       | —                       | —                       | —                       | —                       | —                       |                                                                                                   | Jess               |
| 2023                                         | Friend Of Mine                 | —                       | —                       | —                       | —                       | —                       | —                       | —                       | —                       | —                       |                                                                                                   | Jess               |
| 2023                                         | This Christmas                 | —                       | —                       | 3                       | —                       | —                       | —                       | 72                      | —                       | —                       |                                                                                                   | singolo            |
| 2024                                         | Enough                         | —                       | —                       | —                       | —                       | —                       | —                       | —                       | —                       | —                       |                                                                                                   | Jess               |
| 2024                                         | Easy                           | —                       | —                       | —                       | —                       | —                       | —                       | —                       | —                       | —                       |                                                                                                   | Jess               |
| "—" indica singoli non entrati in classifica |                                |                         |                         |                         |                         |                         |                         |                         |                         |                         |                                                                                                   |                    |

### Collaborazioni
| Anno                                         | Singolo                                                                     | Posizioni in classifica | Posizioni in classifica | Posizioni in classifica | Posizioni in classifica | Posizioni in classifica | Posizioni in classifica | Posizioni in classifica | Posizioni in classifica | Posizioni in classifica | Certificazioni e vendite                                                                                              | Album                    |
| Anno                                         | Singolo                                                                     | U.S.                    | U.S. Dance              | UK                      | AUS                     | IRE                     | NZ                      | ITA                     | SWI                     | GER                     | Certificazioni e vendite                                                                                              | Album                    |
| -------------------------------------------- | --------------------------------------------------------------------------- | ----------------------- | ----------------------- | ----------------------- | ----------------------- | ----------------------- | ----------------------- | ----------------------- | ----------------------- | ----------------------- | --- | ------------------------ |
| 2014                                         | My Love (Route 94 feat. Jess Glynne)                                        | —                       | 23                      | 1                       | 18                      | 12                      | 38                      | —                       | 21                      | 6                       | - UK: 2x Platino - AUS: Platino - ITA: Oro - GER:Platino                                                              | N/A                      |
| 2014                                         | Rather Be (Clean Bandit feat. Jess Glynne)                                  | 10                      | 1                       | 1                       | 2                       | 1                       | 2                       | 2                       | 2                       | 1                       | - US: 4x Platino - UK: 4x Platino - AUS: 5x Platino - ITA: 4x Platino - GER:3x Oro - Mondo: 6 700 000                 | New Eyes                 |
| 2015                                         | Not Letting Go (Tinie Tempah feat. Jess Glynne)                             | —                       | —                       | 1                       | 24                      | 8                       | 31                      | 41                      | —                       | —                       | - UK: Platino - AUS: Oro - ITA: Platino                                                                               | Youth                    |
| 2016                                         | Kill the Lights (Alex Newell e DJ Cassidy feat. Jess Glynne e Nile Rodgers) | —                       | 15                      | —                       | —                       | —                       | —                       | —                       | —                       | —                       | | N/A                      |
| 2018                                         | These Days (Rudimental feat. Jess Glynne, Macklemore e Dan Caplen)          | —                       | —                       | 1                       | 2                       | 2                       | 4                       | 4                       | 2                       | 3                       | - US: Platino - UK: 3x Platino - AUS: 5x Platino - CAN: 3x Platino - ITA: 3x Platino - GER:Platino - Mondo: 4 550 000 | Toast to Our Differences |
| 2018                                         | Mind on It (Yungen feat. Jess Glynne)                                       | —                       | —                       | 47                      | —                       | —                       | —                       | —                       | —                       | —                       | | N/A                      |
| 2020                                         | Times Like These (come membro del Live Lounge Allstars)                     | —                       | —                       | 1                       | —                       | 64                      | —                       | —                       | —                       | —                       | | Singolo di beneficenza   |
| "—" indica singoli non entrati in classifica |                                                                             |                         |                         |                         |                         |                         |                         |                         |                         |                         | |                          |

### Altri brani entrati in classifica
| Anno | Singolo           | Posizioni in classifica | Posizioni in classifica | Album              |
| Anno | Singolo           | UK                      | NZ                      | Album              |
| ---- | ----------------- | ----------------------- | ----------------------- | ------------------ |
| 2015 | Why Me            | 68                      | —                       | I Cry When I Laugh |
| 2015 | Gave Me Something | 172                     | —                       | I Cry When I Laugh |
| 2018 | Broken            | —                       | 28                      | Always in Between  |
| 2018 | 123               | —                       | 33                      | Always in Between  |

### Come artista ospite
| Anno | Singolo                                                                  | Album                            |
| ---- | ------------------------------------------------------------------------ | -------------------------------- |
| 2018 | She Knows How to Love Me (David Guetta feat. Jess Glynne e Stefflon Don) | 7                                |
| 2018 | Come Alive (Years & Years feat. Jess Glynne)                             | The Greatest Showman: Reimagined |
| 2019 | Dark Clouds (Rudimental feat. Jess Glynne)                               | Toast to Our Differences         |
| 2019 | Love Me Again (Remix) (Raye feat. Jess Glynne)                           | N/A                              |

## Video musicali
| Anno | Titolo                       | Regia                         |
| ---- | ---------------------------- | ----------------------------- |
| 2014 | Right Here                   | Ildikó Buckley, Jane Palmer   |
| 2014 | Real Love                    | Jack Patterson                |
| 2014 | Rather Be                    | Jack Patterson                |
| 2014 | My Love                      | Ryan Staake                   |
| 2015 | Hold My Hand                 | Emil Nava                     |
| 2015 | Why Me                       | Jo'lene Henry                 |
| 2015 | Not Letting Go               | Charlie Robins, Joe Alexander |
| 2015 | Take Me Home                 | Declan Whitebloom             |
| 2015 | Don't Be So Hard On Yourself | Declan Whitebloom             |
| 2016 | Ain't Got Far to Go          | Declan Whitebloom             |
| 2016 | If I Can't Have You          | Stéphane Jarny                |
| 2018 | I'll Be There                | Adriaan Louw                  |
| 2018 | Thursday                     | Joe Connor                    |
| 2018 | These Days                   | Johnny Valencia               |
| 2018 | Mind on It                   | Oliver Jennings               |
| 2018 | All I Am                     | Declan Whitebloom             |
| 2019 | No One                       | Declan Whitebloom             |

## Autrice per altri artisti
| Anno | Canzone          | Artista                | Album             | Ruolo                       |
| ---- | ---------------- | ---------------------- | ----------------- | --------------------------- |
| 2014 | For a Minute     | M.O.                   | N/A               | Autrice, compositrice       |
| 2015 | Grown            | Little Mix             | Get Weird         | Autrice, compositrice       |
| 2015 | I Won't          | Little Mix             | Get Weird         | Autrice, compositrice       |
| 2015 | Rumour Mill      | Rudimental, Anne-Marie | We the Generation | Autrice, compositrice       |
| 2015 | All the Way Down | Kelela                 | Hallucinogen      | Autrice, compositrice       |
| 2018 | Lullaby          | Sigala, Paloma Faith   | Brighter Days     | Autrice, compositrice       |
| 2018 | Woman like Me    | Little Mix             | LM5               | Autrice, compositrice, cori |
|      |                  |                        |                   |                             |